# هيرمان بريل
هيرمان لويس بريل (بالألمانية: Hermann Brill) (9 فبراير 1895 في غرافنرودا - 22 يونيو 1959 في فيسبادن)، كان سياسي ومقاوم للنازية وأستاذ جامعي وإعلامي ألماني ينتمي إلى الحزب الديمقراطي الاجتماعي الألماني المستقل (USPD) ثم إلى الحزب الديمقراطي الاجتماعي الألماني (SPD). بين عامي 1919 و 1953 كان عضواً في البرلمانات المختلفة خلال فترة الإمبراطورية وجمهورية فايمار والجمهورية الاتحادية. من يونيو إلى يوليو 1945 شغل منصب رئيس حكومة ولاية تورينغن تحت الاحتلال الأمريكي، ومن يوليو 1946 إلى سبتمبر 1949 مديراً لمستشارية ولاية هسن تحت رئاسة كارل غايلر وكريستيان شتوك.

## روابط خارجية
- هيرمان بريل على موقع مونزينجر (الألمانية)